# South Australian Open 1974
Il South Australian Open 1974 è stato un torneo di tennis giocato sull'erba. È stata la 2ª edizione del torneo, che fa parte del Commercial Union Assurance Grand Prix 1974 e dei Tornei di tennis femminili indipendenti nel 1974. Si è giocato ad Adelaide in Australia dall'1 all'8 dicembre 1974.

## Campioni

### Singolare maschile
Björn Borg ha battuto in finale  Onny Parun con il punteggio di 6–4 6–4 3–6 6–2

### Doppio maschile
- Doppio non disputato

### Singolare femminile
Ol'ga Morozova ha battuto in finale  Evonne Goolagong con il punteggio di 7–6, 2–6, 6–2

### Doppio
Evonne Goolagong /  Peggy Michel hanno battuto in finale  Martina Navrátilová /  Kazuko Sawamatsu con il punteggio di 6–3 4–6 7–5